# Cyphocottus eurystomus
Cyphocottus eurystomus är en fiskart som först beskrevs av Taliev, 1955.  Cyphocottus eurystomus ingår i släktet Cyphocottus och familjen Abyssocottidae. Inga underarter finns listade i Catalogue of Life.